# Макундучи
Макундучи (суахили Makunduchi) — город в Танзании, автономного Занзибара, расположенный в центрально-южной части острова Занзибар. Состоит из двух поселений: «старого» и «нового» Макундучи. В старой Макундучи расположена рыбацкая деревня, в новом — современные многоквартирные дома построенные восточногерманскими инженерами в 1970 годы.
В основном, Макундучи известен как место ежегодного празднования местного Нового года — Мвака Когва, его празднуют потомки народа ширази в июле/августе. В городе распространён местный диалект макундучи.

## Население
По данным переписи на 1924 год население города составляли 1190 совершеннолетних мужчин, 1531 совершеннолетних женщин.